# カステルヌオーヴォ・ディ・ヴァル・ディ・チェーチナ
カステルヌオーヴォ・ディ・ヴァル・ディ・チェーチナ（伊: Castelnuovo di Val di Cecina）は、イタリア共和国トスカーナ州ピサ県にある、人口約2,100人の基礎自治体（コムーネ）。

## 地理

### 位置・広がり

#### 隣接コムーネ
隣接するコムーネは以下の通り。括弧内のSIはシエーナ県、GRはグロッセート県所属を示す。
- カーゾレ・デルザ (SI)
- モンテロトンド・マリッティモ (GR)
- モンティエーリ (GR)
- ポマランチェ
- ラディコンドリ (SI)
- ヴォルテッラ

### 気候分類・地震分類
カステルヌオーヴォ・ディ・ヴァル・ディ・チェーチナにおけるイタリアの気候分類 (it) および度日は、zona E, 2144 GGである。
また、イタリアの地震リスク階級 (it) では、zona 3 (sismicità bassa) に分類される。